# Геронтій (Олянський)
Геронтій (в миру Олянський Василь Тарасович, нар. 14 вересня 1979, Вознесенськ, Миколаївська область) — архієрей Православної церкви України (до 15 грудня 2018 року — Української Автокефальної Православної Церкви), титулярний єпископ Боярський.

## Життєпис
Василь Тарасович Олянський народився в 14 вересня 1979 року у м. Вознесенськ Миколаївської області.
У 1986 р. після переїзду батьків у с. Живачів Тлумацького району Івано-Франківської області розпочав навчання у місцевій школі, яку закінчив у 1997 р. Цього ж року поступив на перший курс Чернівецького національного університету ім. Ю. Федьковича (філософсько-теологічний факультет).
5 серпня 2005 р. рукоположений в сан диякона в Чинадієвському чоловічому монастирі єпископом Закарпатським і Ужгородським Кирилом.
Цього ж року 27 вересня рукоположений в сан ієрея в Манявському монастирі.
14 квітня 2006 р. прийняв монаший постриг з іменем Геронтій
У 2007 отримує диплом спеціаліста за спеціальністю «Релігієзнавство» та диплом про вищу Богословську освіту Київської духовної академії.
21 серпня 2008 року прийнятий до кліру Дрогобицько-Самбірської єпархії УПЦ КП.
8 червня 2010 року Патріархом Філаретом возведений у сан архімандрита.
30 червня цього 2010 р. освячено хрест та місце під будівництво Свято-Пантелеймонівського чоловічого монастиря с. Велика Білина Самбірського району Львівської області.
1 вересня 2010 року поступив на третій курс Юридичної академії на спеціальність «Правознавство» яку закінчив 30 червня 2012 р.
16 грудня 2010 року прийнятий разом з монастирем в юрисдикцію Української Автокефальної Православної Церкви під пряме підпорядкування Предстоятеля УАПЦ Мефодія.
31 березня 2011 року монастирю надано статус ставропігійного.
14 квітня 2011 року нагороджений правом носіння другого хреста з оздобами.
13 листопада 2012 року призначений головою відділу у справах монастирів та скитів в Україні.
1 вересня 2014 року вступив на перший курс Ужгородського Національного Університету. Факультет фізичної реабілітації.
Станом на 2012 рік — настоятель монастиря Великомученика й цілителя Пантелеймона Львівсько-Самбірської єпархії УАПЦ с. Велика Білина Самбірського району, архімандрит.
14 вересня 2014 року в Андріївській церкві рукоположений в сан єпископа. Хіротонію здійснили: Предстоятель УАПЦ митрополит Мефодій (Кудряков), єпископ Чернівецький і Хотинський Герман (Семанчук), єпископ Вишгородський і Подільський Володимир (Черпак), єпископ Тернопільський Мстислав (Гук), архієпископ Житомирський І Поліський Володимир (Шлапак), єпископ Харківський і Полтавський Афанасій (Шкурупій).
25 липня 2018 р. Архієрейським Собором ухвалено Преосвященнішому Геронтію (Олянському), наміснику Свято-Пантелеймонівського монастиря бути єпископом Бориспільським, вікарієм Київської єпархії.
15 грудня 2018 року разом із усіма іншими архієреями УАПЦ взяв участь у Об'єднавчому соборі в храмі Святої Софії.
5 лютого 2019 року отримав титул єпископ Боярський.